# GNU
GNU是一個自由的作業系統，其內容軟體完全以GPL方式釋出。這個作業系統是GNU計劃的主要目標，名稱來自的遞迴縮寫，因為GNU的設計類似Unix，但它不包含具著作權的Unix代碼。GNU的創始人，理察·馬修·斯托曼，將GNU視為「達成社會目的技術方法」。
作為作業系統，GNU的發展仍未完成，其中最大的問題是具有完備功能的內核尚未被開發成功。GNU的內核，稱為Hurd，是自由軟體基金會發展的重點，但是其發展尚未成熟。在實際使用上，多半使用Linux內核、FreeBSD等替代方案，作為系統核心，其中主要的操作系统是Linux的發行版。Linux作業系統包涵了Linux內核與其他自由軟體計畫中的GNU組件和軟體，可以被稱為GNU/Linux（見GNU/Linux命名爭議）。

## 歷史

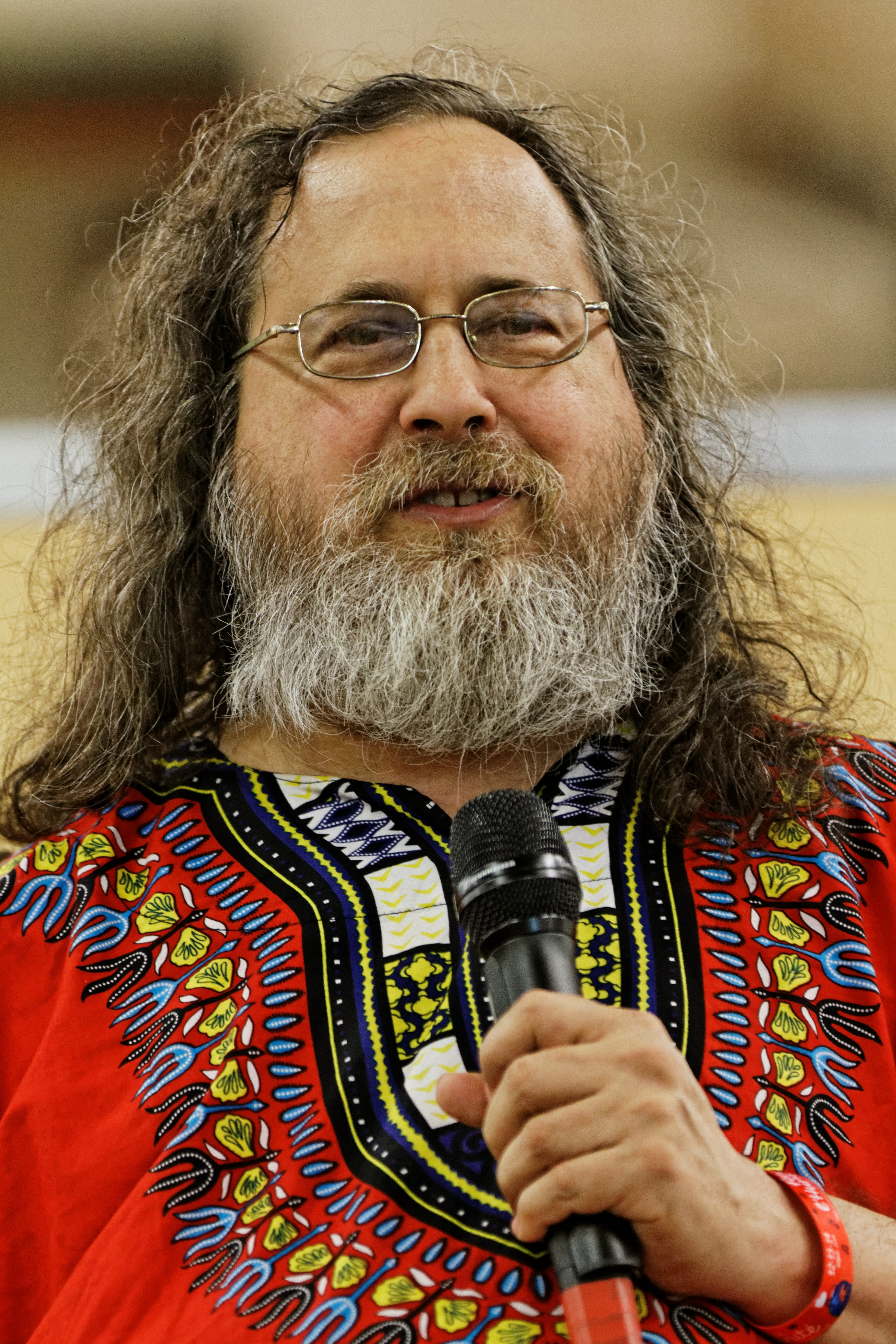
理查·斯托曼, GNU計劃的建立者

GNU操作系统起源於GNU計劃，由理查·斯托曼在麻省理工學院人工智能實驗室發起，希望發展出一套完整的開放原始碼作業系統來取代Unix，計劃中的作業系統，名為GNU。1983年9月27日，理查·斯托曼在 net.unix-wizards 和 net.usoft新聞群組中公布這項計劃。
。理查德·斯托曼通過使用變化單詞的各種手法來選擇名稱，包括曲目The Gnu。（00:45:30）
斯托曼的目標是成立一個完全自由的操作系统，他希望電腦用戶是能夠“自由使用”的。因為在20世紀60年代和70年代 - 大多數人都能自由學習軟件的源代碼，自由地與他人分享的軟件，可自由修改軟件的行為，自由發布的軟件的修改後的版本。這種理念，在1985年3月出版的GNU宣言嶄露無遺。
1984年1月5日，正式開始開發軟體，為了防止這些軟體將來可能被主張所有權，影響到自由軟體的發展，斯托曼辭去了在實驗室的工作。。理查·斯托曼使用不兼容分時系統 (ITS)（一種早期的作業系統，使用彙編語言撰寫，因其所運行的稱爲 PDP-10的電腦系統架構停止發展而變得過時）的經驗，導致了需要一种可移植系統的决定。（00:40:52）因此，會議決定，將開發新的系統，並使用 C 和Lisp作為系統編程語言。 且GNU將與UNIX兼容。 當時，UNIX已經是一個流行的專有操作系统。而Unix的設計是模塊化的，所以它可以被逐步分塊的實現。
1984年，開始發展編輯器Emacs等軟體。1985年，發表GNU宣言。1989年，發表GNU通用公共授權條款。GNU計劃中的其他部份，如編輯器、編譯器、shell等都已經完成，獨缺作業系統核心。1990年，自由軟體基金會開始正式發展Hurd，作為GNU計畫中的作業系統。根據湯瑪斯·布什內爾的回憶，最早自由軟體基金會使用Trix來開發作業系統，但在1986年放棄這個計畫。在此後，他們原希望以輕量化後的4.4BSD為基礎進行開發。1987年，理查德·斯托曼決定以GNU Mach微内核进行开发，認為可以借此加速作業系統的開發，但因為一直不確定卡内基梅隆大学何時要將核心原始碼釋出，造成計劃延宕三年。他在之後承認這是個錯誤。
許多必要的軟體需要從零寫起，但已存在的第三方組件，如 TeX、X Window System和Mach微內核等等組成了 GNU Hurd 的核心. 除了上述的第三方組件外，大多數的GNU軟體是由許多志願者，在他們的空閒時間，或由公司、 教育機構和非營利性組織贊助下撰寫。1985年10月，理查·斯托曼建立自由軟體基金會 (FSF)。在1980到1990年代，他們雇用軟體發展工程師去轉寫GNU必須的軟體。
1991年，Linux出現。1993年，FreeBSD釋出。所有GNU計劃中，運行於使用者空間的軟體，都可以在Linux或FreeBSD上使用。許多開發者轉向於Linux或FreeBSD。其中，Linux成為常見的GNU計劃軟體運行平台。理查德·斯托曼主張，Linux作業系統使用了許多GNU計劃軟體，應正名為GNU/Linux，但沒有得到Linux社群的一致認同，形成GNU/Linux命名爭議。
由於GNU頗具知名度，有興趣的商家開始促進發展或出售GNU軟件和技術支持。其中最突出的和成功的，是Cygnus Solutions，現在紅帽公司的一部分。

## 組成
該系統的基本組成包括GNU編譯器套裝（GCC）、GNU的C函式庫（glibc）、以及GNU核心工具組（coreutils），另外也是GNU除錯器（GDB）、GNU二進制實用程序（binutils）的GNU Cash shell中 和GNOME桌面環境。 GNU開發人員已經向GNU應用程序和工具的Linux 移植 ，現在也廣泛應用在其它操作系统中使用，如BSD變體的Solaris，和OS X作出了貢獻。
許多GNU程序已經被移植到其他操作系统，包括專有軟體，如Microsoft Windows和OS X. GNU計劃已經被證明是比他們的專有Unix更為可靠。
截至2022年1月，GNU主辦的官方網站共有457個GNU軟件包（包括已停止維護的73個 ）。

## GNU 變種
GNU項目的官方核心是GNU Hurd；然而，截至2012年，Linux核心正式以Linux-libre為名成為GNU計畫中的一部份，並刪除了所有專有組件的變種。
像FreeBSD內核其他核心依然和GNU軟件合作，形成一個工作的作業系統。 FSF認為Linux核心，與GNU工具和實用程序使用時，應承認自己為GNU變種，並促進改成 GNU/Linux 的這類系統名稱（導致GNU/Linux命名爭議） 。 GNU工程已認可的Linux發行版，如gNewSense ， TRISQUEL和Parabola GNU/Linux-libre。 不使用Hurd作為核心的GNU的其他變種包括的Debian GNU / kFreeBSD和Debian GNU / NetBSD的，將得以對BSD的核心實現GNU的早期計劃。

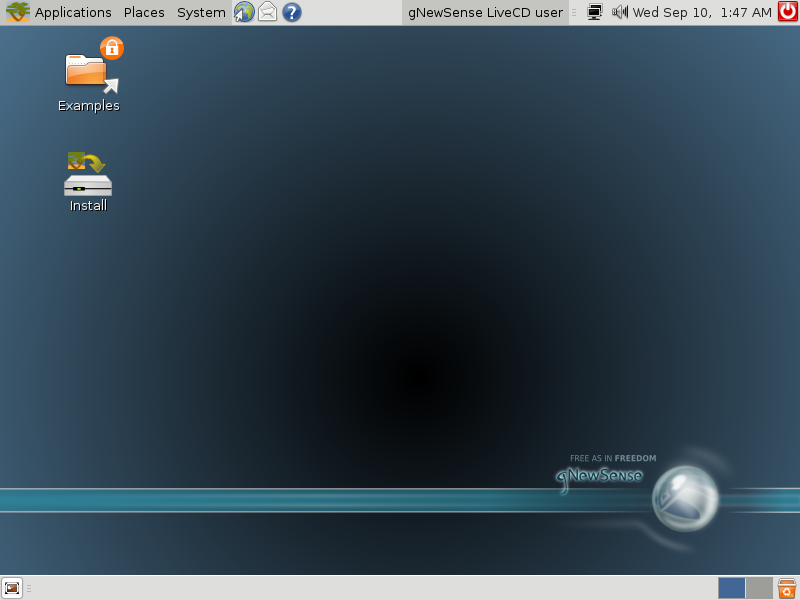
gNewSense, 基於Debian的GNU/Linux作業系統
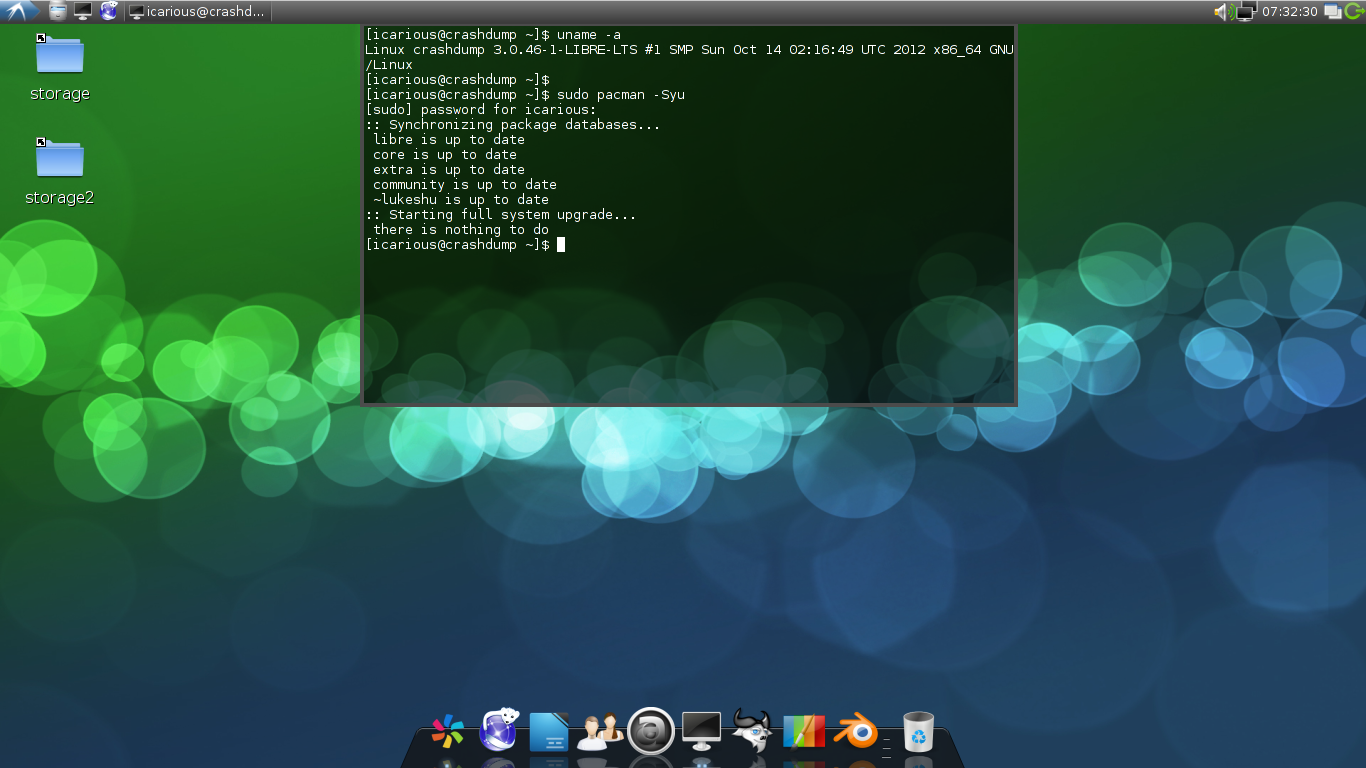
Parabola GNU/Linux-libre, 基於Arch Linux的Linux發行版電腦作業系統

## 商標

GNU 30周年紀念商標
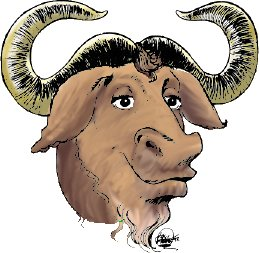
上色版本
粗體版本

GNU的商標是一个牛羚頭。
原先版本是Etienne Suvasa所設計，而今比較流行的粗體版本則是Aurelio Heckert所設計。

GNU商標出現在GNU的電子文件中，也是自由軟體基金會的元素。
30周年商標是原商標的修正版本，是由自由軟體基金會創作，其目的為慶祝30周年。

## 外部連結
- 官方网站